# Tadeusz Bratus
Tadeusz Bratus (ur. 1949, zm. 28 listopada 2019) – polski muzyk, kompozytor, aranżer, animator kultury i pedagog.

## Życiorys
Pochodził z Kędzierzyna-Koźla. Jego ojciec był akordeonistą. Tadeusz Bratus ukończył szkołę muzyczną. Był jednym z założycieli kędzierzyńskiego zespołu bigbitowego Taranty, z którym występował na scenie w latach 1968–1971, zdobywając w tym czasie między innymi Srebrny Pierścień na Festiwalu Piosenki Żołnierskiej w Kołobrzegu w 1969. Następnie był członkiem zespołu Janusza Gniatkowskiego, a później współzałożycielem i członkiem Nowej Grupy Jacka Lecha. Współpracował między innymi z Grażyną Łobaszewską, Kasią Sobczyk, Edytą Geppert, Andrzejem Zauchą, Bernardem Ładyszem, Bohdanem Czyżewskim i Danutą Rinn, Krystyną Maciejewską, Sławą Mikołajczyk, Jaremą Stępowskim, Framerami i Elżbietą Wojnowską. Koncertował także w Austrii, Belgii, byłej Jugosławii, ZSRR, NRD, Bułgarii i Czechosłowacji.
Był wieloletnim pracownikiem Miejskiego Ośrodka Kultury w Kędzierzynie-Koźlu. W grudniu 2016 został uhonorowany tytułem „Zasłużony dla Miasta Kędzierzyna-Koźla”. Po raz ostatni wystąpił na scenie 3 listopada 2019 podczas koncertu „Marek Raduli Anniversary – 40 lat na scenie” w Domu Kultury „Chemik” w Kędzierzynie-Koźlu. Zmarł 28 listopada 2019. 4 grudnia tego samego roku został pochowany na cmentarzu komunalnym "Kuźniczka".